# Zahradní architektura

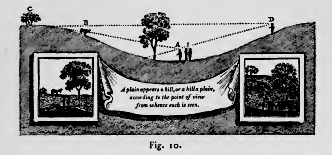
Zahradní architektura se zabývá pravidly zahradní tvorby.

Zahradní architektura (která je součástí oboru Krajinářská architektura) je obor lidské činnosti zabývající se plánováním, tvorbou a přeměnou nezastavěných prostor. Jde o všechny venkovní prostory, především parky, sportoviště a rekreační zařízení, veřejná prostranství a zahrady, ale i další volné prostory ve venkovských a městských oblastech. Současná krajinářská architektura, jako svébytný obor architektury nikoliv zahradnictví, se na vědecko-technické základně definuje jako esteticko-umělecká disciplína, jejímž ústředním cílem je vytvářet ekologicky a sociálně neporušené životní prostředí.
Krajinářský architekt je profese navrhující nové krajinářské stavby, nebo obnovu stávajících v krajině volné i městské (náměstí, ulice, nábřeží, parky, zahrady, remízy, aleje, cesty atd.) se záměrem vytvořit vhodné životní prostředí pro člověka, s vhodnými sociálními, užitkovými a estetickými atributy. Krajinářská (součástí je i tzv. zahradní) architektura se opírá o systematický průzkum stávajících sociálních, ekologických a dalších místních podmínek, procesy v krajině a navrhuje zásahy tak, aby přinesly požadovaný výsledek. Úpravy v rámci krajinářské architektury jsou mimo přírodních podmínek obvykle dále modifikovány řadou zásadních a někdy protichůdných faktorů, jako je například přání zadavatele a ekonomické limity.
V některých státech a oblastech, jako je Kanada (Ontario) a Santa Barbara, Kalifornie, musí být všechny návrhy pro veřejný prostor přezkoumány a schváleny licencovanými krajinářskými architekty. Krajinářští manažeři využívají své znalosti procesů krajiny k dlouhodobé péči a rozvoj krajiny. Často pracují v oblastech lesnictví, ekologii a zemědělství.
V České republice jsou úkony v krajinářské architektuře rovněž veřejnoprávní činností. Dle zákonné úpravy stavebního zákona (§ 158) jsou vybranými činnostmi ve výstavbě, kterou smějí vykonávat jen a pouze autorizované fyzické osoby. Vzdělávání a kompetence autorizovaných osob přezkušuje a ověřuje na základě ústavního (Čl. 26 odst. (2) LPS) a zákonného (ZvpAIT č. 360/92 Sb.) zmocnění Česká komora architektů a vede jejich veřejné rejstříky. Tyto činností smí vykonávat jen a pouze autorizované osoby.

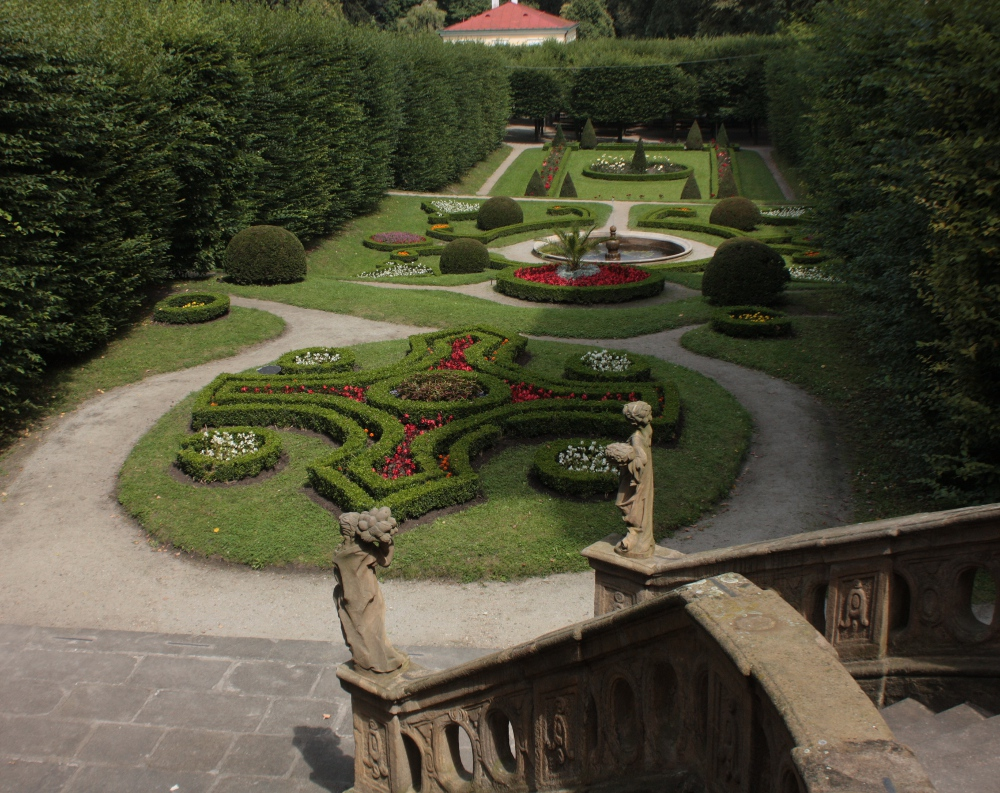
Podzámecká zahrada (Kroměříž) v pravidelném stylu.

## Synonyma
Česká komora architektů, zákon č. 360/1992 Sb., o výkonu povolání autorizovaných osob, i ČVUT a školy, které mají uznané vzdělání v tomto oboru používají termín „krajinářská architektura“. Další používané termíny označující dílčí části krajinářské architektury a související obory: zahradní design, zahradní architektura, architektura, zahradnictví. Sadovnictví, sadovnická tvorba, sadovnická projekce, sadovnické úpravy, jsou dnes již zastaralé pojmy. V současnosti se tyto termíny někdy používají (např. v rámci středoškolské výuky) k označení problematiky především zakládání a údržby vegetace, nelze je tedy chápat jako synonyma pro krajinářskou architekturu, jelikož neodpovídají celé šíři oboru.

## Etymologie
Obor krajinářská architektura prochází od konce 19. století do dnešních dnů vývojem, tak jak tomu je v Evropě i v USA. Ačkoliv František Thomayer bývá považován za prvního českého zahradního architekta, sám holdoval především dobovému pojmu sadovnictví, případně krasosadovnictví. Tento pojem ve svých listech z německé praxe užíval před první světovou válkou i Josef Kumpán, ačkoliv právě jemu je přisuzováno zavedení a popularizace pojmu „zahradní architekt“, o jehož obsahu si učinil představu během působení spolu s Leberechtem Miggem. Vzniká tak generační schizma zahradních architektů a sadovníků, která se stane hlavním rysem oboru po celé 20. století. Slovní spojení „zahradní architekt“ se stává velmi atraktivní značkou oboru a Bohumil Ducháč Vyskočil (zahradní architekt u Vaňka) mu přisuzuje působnost „parky, zahrady, hřiště, hřbitovy, koupaliště“, ale i „zahradní města a kolinie, zelené pásy a výstaviště“ (1934). Již v roce 1942 Bohumil Kavka rozděluje sadovnictví na dvě odvětví a) Sadovnictví krajinářské a b) Zahradní architektura. V podstatě marně. Sice se sadovnictví dává více cestou technologickou a zahradní architektura spíše kompoziční, nicméně schizma úspěšně trvá. V 90. letech 20. století nepřichází zlom, nicméně Zahradnická fakulta v Lednici se postupně zříká reliktů pojmu sadovnictví a objevuje se pojem „Zahradní a krajinářská architektura“, který se snaží konvenovat s mezinárodními označeními „Landscape architecture“ a „Garden design“. Při vší smůle do hry ještě vstupují výrazy „tvorba“ a „krajinná“, které jsou různě adaptovány občanskými sdruženími, institucemi i komerčním sektorem. V rámci plurality kompetice mozkového trustu ČZU v Praze a VoŠZa v Mělníce křísí pojem sadovnictví v různých kontextech. Jediný konzistentní postoj k názvu dotčeného oboru zaujala komunita architektů, kteří na fakultách a v praxi používají ve shodě s platnou legislativou prakticky výhradně pojem „krajinářská architektura“. S ohledem na krátkou dobu osvěty tohoto pojmu v občanské společnosti lze očekávat, že tradiční český „zahradní architekt“ zůstane i nadále bestsellerem. Zřejmě to bude i tím, že autorizovaných osob je v branži zhruba desetina a zmatení pojmů umožňuje projektantům i školám působit ex lex.

## Definice
Pojem „zahradní architektura“ definuje krajinářský architekt prof. Ing. Ivar Otruba CSc., jako profesi architektonické tvorby a obor umělecké činnosti, jehož hlavním posláním je utváření formací z přírodních prvků při spolupůsobení výtvoru stavebních technických a výtvarně architektonických. Pojem „krajinářská architektura“, řeší také problematiku krajiny v širších souvislostech. 
Americká společnost krajinářských architektů (ASLA – American Society of Landscape Architects) nabízí následující definici a aplikaci povolání zahradní (krajinářské) architektury:
„Krajinářská architektura je povolání, které se týká uměleckých a vědeckých principů výzkumu, plánování, navrhování a řízení přírodních i vytvořené prostředí. Praktikanti této profese používají kreativní a technické dovednosti a vědecké, kulturní a politické znalosti v plánovitém uspořádání přírodních a konstrukčních prvků na pozemku v zájmu správce a k zachování přírodních, konstrukčních a lidských zdrojů. Výsledné prostředí, má sloužit k užitečnému, estetickému, bezpečnému a příjemnému použití."

"Tváří v tvář rostoucí naléhavost ekologických problémů, kterým čelí lidská společnost, je třeba udělat více, než se udržet na Zemi, je třeba ošetřovat, zlepšovat a řídit životní procesy na planetě a zajistit integritu a sílu globální krajiny, která je spojuje.“ Deklarace ASLA o životním prostředí a rozvoji – leden 1993

Krajinářská architektura (součástí je také zahradní architektura) je nejen uměleckým ale i technickým a vědním oborem, jehož podstatou je práce s prostorem, terénem, rostlinným materiálem a doplňky. Je vědou která pracuje se znalostmi mnoha oborů zahrnujíce poznatky věd jako je architektura, zahradnictví, botanika, výtvarné umění, průmyslový design, geologie a vědy o Zemi, environmentální psychologie, geografie a ekologie. Do práce krajinářského architekta se mohou zahrnovat práce jak při vzniku veřejného parku tak i dálnice, návrhy obytných zón i návrhy občanského infrastruktury, stejně tak dělení či slučování ploch v krajině, změny vodního režimu návrhy terénních úprav, nebo rekultivaci zničené krajiny, jako jsou doly, nebo skládky. Krajinářští architekti pracují na všech typech staveb a vnějšího prostoru jakkoliv malého nebo velkého měřítka, ve městech, i na venkově, integrujíce zásady ekologie udržitelného rozvoje. 

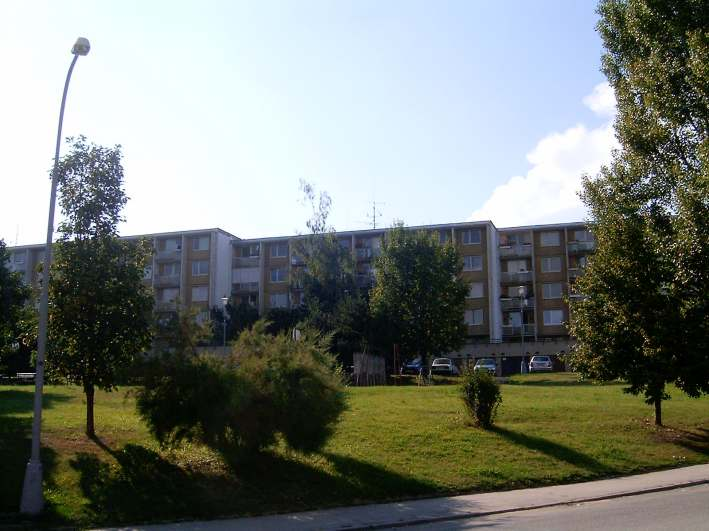
Sídlištní zeleň.

Jedním z prvních propagátorů termínu krajinářská architektura (Landscape architecture) byl nejvýznamnější architekt druhé poloviny 19. století Humphrey Repton „Zlepšení krajiny, a zobrazení její přirozené krásy ku prospěchu věci, je umění, které má původ v Anglii a proto bylo nazvané „anglické zahradnictví“… Protože tento výraz není dostatečně vhodný, zvláště s tím přihlédnutím, že i jiné směry zahradnictví… byly podobně přivedeny k největší dokonalosti v naší zemi, proto jsem přijal pro „anglické zahradnictví“ odborný výraz „zahradní architektura“,…“zavádějíce tak termín zahradní architektura jako označení pro styl anglického parku. Pod termínem zahradní architektura (Landscape architecture) však zahrnoval prostě vhodnou úpravu okolí budov, stejně jako parku či jakékoliv úpravě krajiny ve vhodném stylu. K zahradní architektuře napsal: „Znalost malování nedostačuje bez znalosti zahradnictví. Na druhé straně, pouhý zahradník, bez schopnosti malovat, bude zřídka schopen vytvořit správnou představu efektů předtím, než jsou přeneseny do výsledku. Tato schopnost předvídat efekty, tvoří mistra v každém odvětví vznešených umění a může být jen výsledkem správného oka, připravené koncepce a plodem vynalézavosti, kterou mistru přidává až praktická zkušenost. Ale v tomto umění zahradní architektury, malování a zahradničení, není jediným základem. Umělec musí být kompetentní v znalostech mapování, mechaniky, hydrauliky, zemědělství, botaniky, a všeobecných zásadách architektury.“

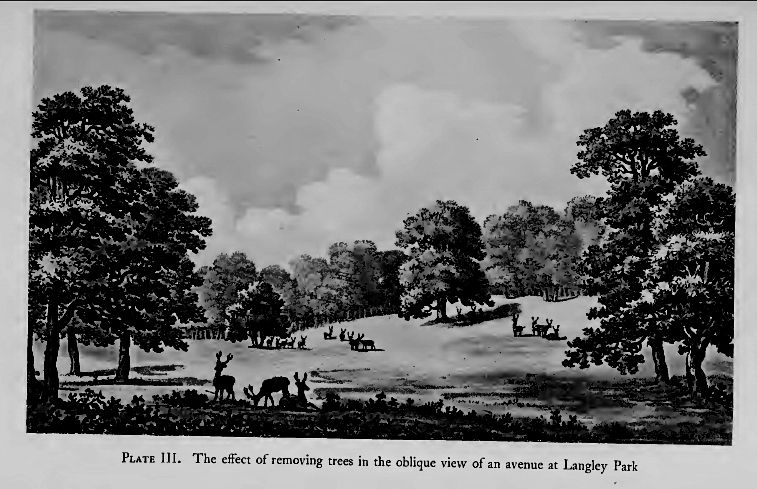
Langley park, úprava ve stylu anglického parku.

## Historie
Pro období před rokem 1800, dějiny zahradních úprav (oboru později nazvaného Zahradní a krajinářská architektura) byla do značné míry územním plánováním a zahradní architekturou pro zámky a paláce, královského majetku, náboženských komplexů a vlády. Příkladem je rozsáhlá práce Andrého Le Nôtre pro francouzského krále Ludvíka XIV. na zahradách obklopujících palác Versailles. První poznámka o krajinářství (landscape) podal Joseph Addison v roce 1712. Termín "krajinářská architektura" byl údajně vynalezen Measonem v roce 1828 a byl nejprve používán jako profesionální titul Frederick Law Olmstedem v roce 1863. Během druhé 19. století, se stal termín "zahradní architekt", kterou používají profesionální lidé, kteří navrhli krajiny. Toto použití "krajinářský architekt", stal se ustavený po Frederick Law Olmsted a Beatrix Farrand s dalšími založili americkou společnost krajinářských architektů (ASLA) v roce 1899, a roku 1949 Mezinárodní federaci krajinářských architektů (IFLA).
V 19. století se městské plánování stalo důležitou potřebou. Kombinace tradic zahradní architektury a nově vznikající plánování měst, dalo zahradní architektuře jedinečné zaměření pro tyto potřeby. Ve druhé polovině století, Frederick Law Olmsted dokončil sérii parků, které mají i nadále velký vliv na praxi krajinářské architektury dnes. Mezi nimi byl Central Park v New York City, Prospect Park v Brooklynu New York Bostonský Emerald Necklace park system. Jens Jensen navrhl sofistikované přírodní Městské Regionální parky pro Chicago, Illinois, soukromé majetky rodiny Fordových, včetně Fair Lane Edsel Ford Eleanor House.
V mnoha zemích existují profesní organizace prosazující své zájmy a někdy také upravující praxi krajinářské architektury. Praxe se liší od národa k národu, některé vyžadují udělení licenci k provozování praxe a jiné ukládají malé nebo žádné omezení.

## Sadovnická tvorba
Sadovnická tvorba je označení dříve používané pro zahradní architekturu samotnou, rozumí se jí však spíše přímo souhrn pravidel, možných způsobů a doporučených postupů používaných zahradní architekturou a práce prováděné zahradními architekty. Dnes je tento pojem nahrazován jinými termíny.